# Oldřich Uhlík
Oldřich Uhlík (1. listopadu 1888 Vrbno nad Lesy – 13. srpna 1964 Chřibská u České Kamenice) byl autokarosář, zakladatel a majitel přední české karosárny Uhlík.

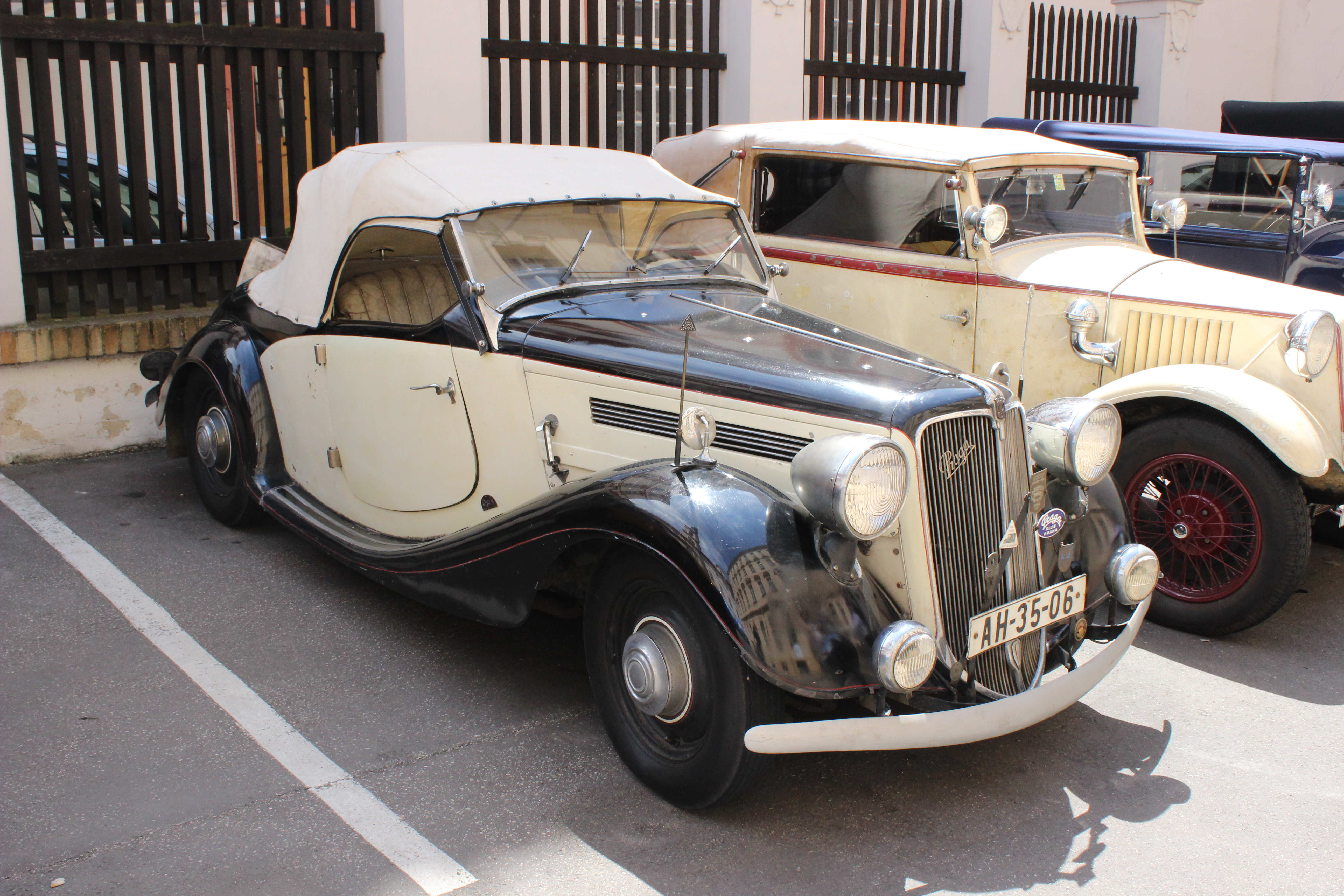
Praga Lady z roku 1936, karosovaná Uhlíkem

Oldřich Uhlík se dvěma společníky založil roku 1921 v Praze-Holešovicích podnik Karosa. Ten se v následujících letech vypracoval mezi přední české karosářské firmy. Roku 1927 Uhlík svůj podíl ve firmě prodal a založil nový vlastní podnik v Praze-Strašnicích. Ve třicátých letech jeho nový podnik patřil mezi tři nejlepší v Československu, spolu vysokomýtským Sodomkou a vrchlabským Peterou. Přitom Uhlíkovy kreace byly považovány za nejelegantnější a získaly řady ocenění na domácích i zahraničních přehlídkách (Concours d´Elegance).
V rámci poválečného znárodňování byla Uhlíkova pražská firma přičleněna ke znárodněnému podniku Josefa Sodomky ve Vysokém Mýtě. Zatímco těžištěm nového podniku se stalo Vysoké Mýto, pro název nově vzniklého národního podniku byla zvolena značka původní pražské Uhlíkovy firmy, tedy Karosa.
Po roce 1989 byl státní podnik Karosa zprivatizován. Od roku 2007 nese podnik název Iveco Czech Republic.